# 新濠博亞娛樂
新濠博亞娛樂有限公司，簡稱新濠博亞娛樂（英語：Melco Resorts & Entertainment Limited，NASDAQ：MLCO、港交所除牌前6883.HK），在2006年，由新濠國際發展有限公司分拆旗下專門在澳門經營博彩及娛樂度假設施。
也是新濠博亞博彩（澳門）股份有限公司控股公司，主要品牌為「新濠天地」、「新濠影匯」，「新濠鋒」，以及「摩卡娛樂場」。總部位於澳門冼星海大馬路金龍中心22樓，以及香港中環雲咸街60號中央廣場36樓。
而該股份分別2006年12月19日，以及2011年12月7日，於納斯達克和港交所介紹形式上市，香港方面原先計劃公開招股，集資3至5億美元，但受到市況波動影響，轉為介紹形式上市。
新濠博亞娛樂的子公司，2013年3月15日與菲律賓富豪施至成旗下公司Belle Corporation簽約，宣布投資6億美元（約47億港元），參與開發馬尼拉賭場Belle Grande，該賭場位處馬尼拉灣地區娛樂城入口，佔地六點二公頃。
到了2015年1月初，該公司由於需要成本效益理由，計劃於港交所撤銷上市，原因是未能在本港籌集資金和每年需要繳交成本過高上市費用。
新濠博亞於2015年7月3日下午四時正，正式撤銷上市。
2016年5月4日新濠博亞同意按每股5.1667美元，向主要股東之一澳洲皇冠集團（Crown Resorts）回購1.55億股股份，相當於5167萬股美國預托股份，總代價8.008億美元（折合約62.06億港元）現金交易完成後，新濠國際在新濠博亞的持股量將由現時的34.3%升至37.9%，成為單一最大股東，皇冠集團的持股量則由34.3%降至27.4%，公眾持股量升至34.7%。
2006年12月19日，新濠成功在美國納斯達克證劵市場上市（股票代號：MPEL），集資超過11.4億美元。根據Renaissance Capital以及IPOhome.com資料顯示，該次上市活動為美國2006年第四大招股活動。 2011年12月7日，新濠在香港聯合交易所主板作雙重上市（股票代號：6883）。 2015年7月3日，新濠自願撤銷於香港聯合交易所之上市地位。 2016年5月，新濠國際發展有限公司（「新濠國際」）成為新濠之單一最大股東。及至2017年4月6日，新濠在納斯達克上市的股票代號改為「MLCO」，公司亦正式展開其全新蛻變歷程。
2019年5月31日新濠博亞娛樂以每股13澳元，斥資17.6億澳元(約95.68億港元)。現金向獨立第三方CPH收購澳洲博彩公司皇冠集團（CrownResorts）19.99%股權或1.35 億股。

## 連結
- melco-crown.com
- onlinecasinotw.com （页面存档备份，存于）